# 近藤高光
近藤 高光（こんどう たかみつ）は、日本の男性キャラクターデザイナー、アニメーター、漫画家。愛知県岡崎市出身。
フリーランスのアニメーターで、「サンライズ」と「スタジオ雲雀」での仕事が多く、キャラクターデザインを『宇宙海賊ミトの大冒険』では「石神零番地」名義、『クラッシュギアNitro』では「朝倉三太」名義で行っていた（『エルドランシリーズ』では全4作品中唯一キャラクターデザインを担当）。

## 主な参加作品

### テレビアニメ
- 世界名作劇場
  - 小公女セーラ（原画）
  - 私のあしながおじさん（原画）
  - 七つの海のティコ（原画）
- ミスター味っ子（原画）
- らんま1/2 熱闘編（原画）
- 江戸っ子ボーイ がってん太助（原画）
- 21エモン（原画）
- 絶対無敵ライジンオー（原画）
- 元気爆発ガンバルガー（キャラクターデザイン、作画監督、原画）
- 熱血最強ゴウザウラー（原画）
- 疾風!アイアンリーガー（原画）
- 勇者指令ダグオン（原画）
- 聖ルミナス女学院（原画）
- スーパードール★リカちゃん（原画）
- 宇宙海賊ミトの大冒険（キャラクターデザイン、作画監督）（「石神零番地」名義）
- ストレンジドーン（作画監督・原画）
- 無敵王トライゼノン（原画）
- 探偵少年カゲマン（キャラクターデザイン、作画監督）
- 犬夜叉（原画）
- サイボーグ009 THE CYBORG SOLDIER（原画）
- 七人のナナ（プロップデザイン、原画）
- クラッシュギアNitro（キャラクターデザイン・原画 / OP作画）（「朝倉三太」名義）
- キノの旅（プロップデザイン、原画）
- わがまま☆フェアリー ミルモでポン! わんだほう（バンク）
- 陰陽大戦記（OP原画、原画）
- ケロロ軍曹（原画）
- まじめにふまじめ かいけつゾロリ（原画）
- 交響詩篇エウレカセブン（原画）
- おろしたてミュージカル 練馬大根ブラザーズ（キャラクターデザイン・原画）
- かしまし 〜ガール・ミーツ・ガール〜（原画）
- Ergo Proxy（ゲストキャラクターデザイン・原画）
- 吉永さん家のガーゴイル（作画監督）
- Project BLUE 地球SOS（原画）
- 銀魂（原画）
- すもももももも 地上最強のヨメ（原画）
- DARKER THAN BLACK -黒の契約者-（原画）
- 家庭教師ヒットマンREBORN!（原画）
- ネットゴーストPIPOPA（アクション作画監督）
- コードギアス 反逆のルルーシュR2（原画）
- ファイト一発!充電ちゃん!!（原画）
- 鋼の錬金術師 FULLMETAL ALCHEMIST（原画）
- 爆丸バトルブローラーズ ニューヴェストロイア（原画）
- 「C」（作画監督補佐）
- SKET DANCE（原画）
- マギ（原画）
- 超速変形ジャイロゼッター（原画）
- DEVIL SURVIVOR2 the ANIMATION（原画）
- LINE TOWN（原画）
- セントールの悩み（原画）
- takt op.Destiny（アクション作画監督）

### OVA
- ウルトラマングラフィティ おいでよ!ウルトラの国（キャラクターデザイン）
- 永久家族（作画監督）
- 星くずパラダイス（原画）
- 疾風!アイアンリーガー 銀光の旗の下に（原画）
- 魔法使いTai!（原画）
- 真ゲッターロボ対ネオゲッターロボ（原画）
- 鴉 -KARAS-（原画）
- 怪物王女（原画）
- Fate/Prototype（原画）

### アニメ映画
- ウルトラニャン 星空から舞い降りたふしぎネコ（原画）
- 機動戦士ガンダム 第08MS小隊 ミラーズ・リポート（原画）
- デジモンアドベンチャー02 ディアボロモンの逆襲（原画）
- デジモンテイマーズ 冒険者たちの戦い（原画）
- 劇場版デュエル・マスターズ 闇の城の魔龍凰（作画監督、原画）
- 超劇場版ケロロ軍曹2 深海のプリンセスであります!（原画）
- 劇場版ヤッターマン 新ヤッターメカ大集合! オモチャの国で大決戦だコロン!（ED原画）
- 昆虫物語 みつばちハッチ〜勇気のメロディ〜（キャラクターデザイン協力）
- 映画ドラえもん のび太の宇宙英雄記（原画）

### 漫画
- 練馬大根ブラザーズ（月刊コミックラッシュ）

### ゲーム
- 私立ジャスティス学園 LEGION OF HEROES（エンディング原画B）
- 天使の詩（ビジュアル原画）
- ブレス オブ ファイアIV うつろわざるもの（アニメパート作画監督）

### その他
- 完全勝利ダイテイオー（キャラクターデザイン、作画監督）
- ベネッセコーポレーション　進研ゼミ小学講座販促用DVD（原画）